# دیوید ام. پاتر
دیوید ام. پاتر (انگلیسی: David M. Potter; ۶ دسامبر ۱۹۱۰ – ۱۸ فوریهٔ ۱۹۷۱) مورخ، و استاد دانشگاه اهل ایالات متحده آمریکا بود.